# Llengües bendi
Les llengües bendi és un grup lingüístic que està format per llengües que es parlen al sud-est de Nigèria, a l'estat de Cross River. La seva filiació no està clara. L'ethnologue les consideren com llengües del riu Cross. La viquipèdia en anglès els consideren llengües bantus.
Les llengües que formen part d'aquesta família lingüística són: l'alege, el bekwarra, el bete-bendi, el bokyi, el bumaji, l'obanliku, l'ubang, l'ukpe-bayobiri i l'utugwang-irungene-afrike.